# Acetylfluorid
Acetylfluorid ist eine chemische Verbindung aus der Gruppe der Acylhalogenide.

## Gewinnung und Darstellung
Acetylfluorid kann durch Reaktion von Fluorwasserstoff und Essigsäureanhydrid gewonnen werden.
{\displaystyle {\ce {HF + (CH3CO)2O -> CH3CO2H + CH3COF}}}
Ebenfalls möglich ist die Darstellung durch Reaktion von Acetylchlorid mit Zinkfluorid oder Kaliumfluorid in Eisessig oder Essigsäureanhydrid.
{\displaystyle {\ce {KF + CH3COCl -> CH3COF + KCl}}}

## Eigenschaften
Acetylfluorid greift Glas an.